# 亡國覚醒カタルシス
「亡國覚醒カタルシス」（ぼうこくかくせいカタルシス）は、ALI PROJECTの楽曲。宝野アリカが作詞、片倉三起也が作曲を手掛けた。ALI PROJECTの16枚目のシングルとして2006年5月24日にビクターエンタテインメントから発売された。

## 解説
テレビアニメ『.hack//Roots』のエンディングにおいてはイントロの部分がカットされている。歌詞には磔刑・蒼穹・暗渠など多数の漢熟語が含まれ、耳で聞いただけでは歌の内容を理解することが難しくなっている。
CD発売後に行われた亡國覚醒カタルシス TOURは2006年7月29日に名古屋TOKUZOで、7月30日に大阪アムホールで、8月7日に東京Shibuya O-Westでそれぞれ行われた。
なお今作はALI PROJECTがデビュー以来初めてビデオクリップを制作した作品で、撮影場所は宝野アリカによる後日談によるとSMプレイ専用のラブホテルで撮影したと語っている。
ジャケットおよびPVで宝野アリカが着用している軍服風の衣装は、もともと実在の軍服を着る予定だったが自主規制でオリジナルのものになった。
PVに登場するダンサーは大駱駝艦の若林淳。
2011年現在アリカ自身最大のヒット。

## 収録曲
1. 亡國覚醒カタルシス [4:36]
  - テレビ東京系テレビアニメ『.hack//Roots』エンディングテーマ
2. 水月鏡花 [4:20]
テレビ東京系テレビアニメ『.hack//Roots』挿入歌
3. 亡國覚醒カタルシス (instrumental)
4. 水月鏡花 (instrumental)

- 作詞：宝野アリカ（全曲）
- 作曲・編曲：片倉三起也（全曲）